# Александрова, Антонина Николаевна
Антонина Николаевна Александрова (20 марта 1920 — 19 июля 1949) — старшая стрелочница станции Валдай Военно-эксплуатационного отделения Калининской железной дороги. Герой Социалистического Труда.

## Биография
Родилась 20 марта 1920 года в деревне Печурино Псковской губернии. Русская.
В 16 лет она стала работать на станции Ленинград-Варшавский Октябрьской железной дороги. В конце августа 1941 года фронт подошёл к Ленинграду. Она находилась на станции под бомбёжками и обстрелами, продолжала работать. Ей приходилось обслуживать шесть стрелочных постов, выполнять обязанности сигналиста и сцепщика.
Осенью 1941 года началась блокада Ленинграда, Антонина Николаевна заболела, по Ладоге её вывезли на Большую землю в дом отдыха, где она была вылечена. После болезни Антонину направили старшим стрелочником на станцию Валдай Военно-эксплуатационного отделения Калининской железной дороги.
Скончалась от последствий контузии 19 июля 1949 года.

## Награды
- Указом Президиума Верховного Совета СССР от 5 ноября 1943 года за самоотверженный и героический труд, высокие показатели в работе в период Великой Отечественной войны, Александровой Антонине Николаевне присвоено звание Героя Социалистического Труда с вручением ордена Ленина и медали «Серп и Молот». Она стала одной из трёх железнодорожниц, которые первыми в СССР получили это высокое звание[2].
- Награждена орденом Ленина (1943), медалями.